# Rhinophoroides minutus
Rhinophoroides minutus là một loài ruồi trong họ Tachinidae.